# Романова Ірина Олександрівна
Ірина Олександрівна Романова (нар. 3 (15) липня 1895, Петергоф — 26 лютого 1970, Париж, Франція) — княжна імператорської крові, в шлюбі — княгиня Юсупова, графиня Сумарокова-Ельстон.

## Біографія

### Походження та дитинство

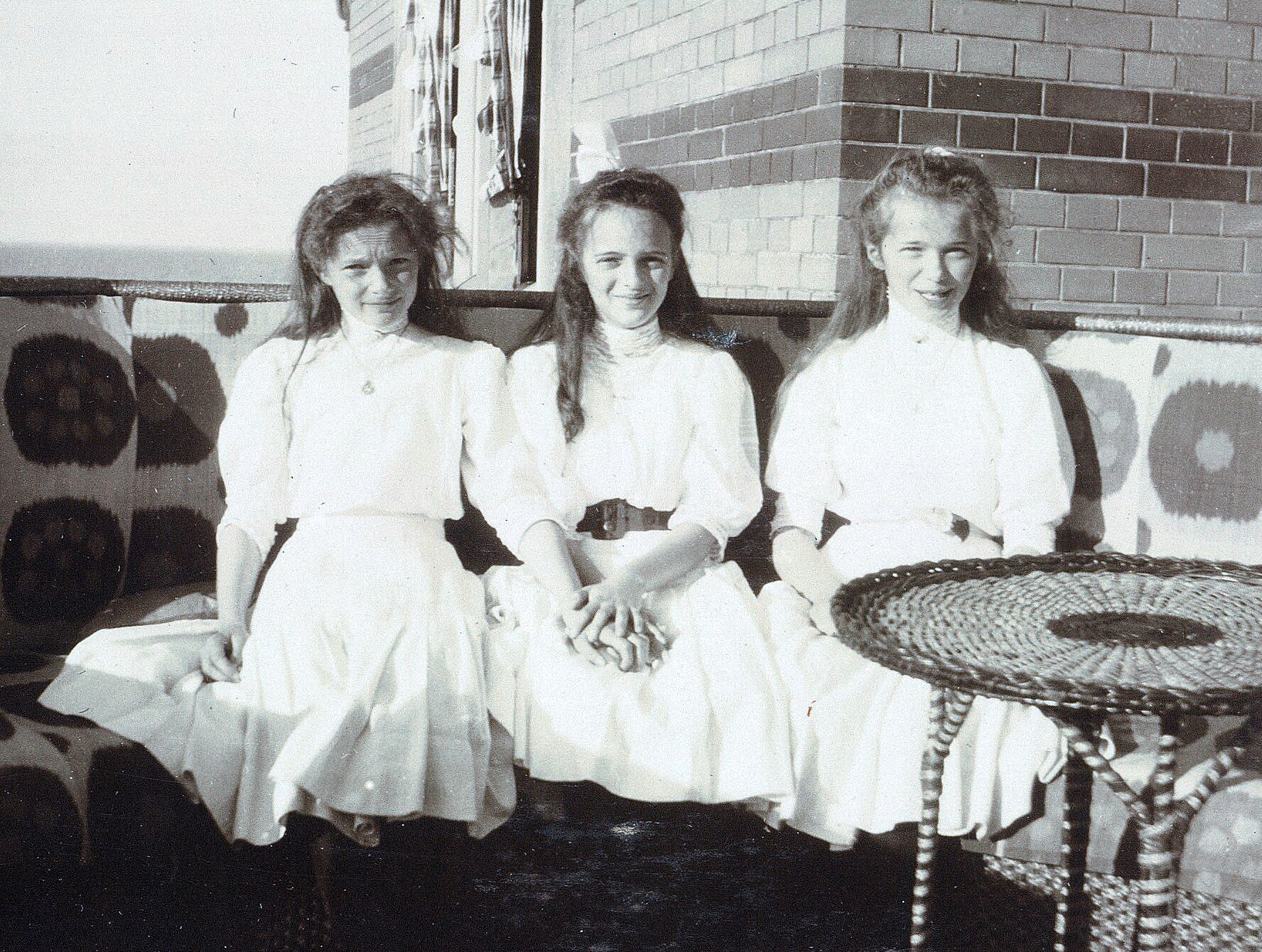
Ірина Олександрівна в оточенні своїх августійших кузин Ольги і Тетяни

Ірина була первістком і єдиною дочкою великого князя Олександра Михайловича і великої княгині Ксенії Олександрівни, племінницею імператора Миколи II, будучи, таким чином, по матері онукою Олександру III, а по батькові — правнучкою Миколі I.
Народилася 3 липня 1895 року на Власній Її Імператорської Величності дачі «Олександрія» (Петергоф), про що сповіщалося Іменним Височайшим указом від того ж дня; хрещена 12 липня того ж року в палацовій церкві Александрії, в числі її восприємників були імператор Микола II і імператриця Марія Феодорівна.
Її батьки з 1906 року часто проводили час на півдні Франції, тому в родині Ірину звали Irène (Ірен) на французький манер.

### Шлюб

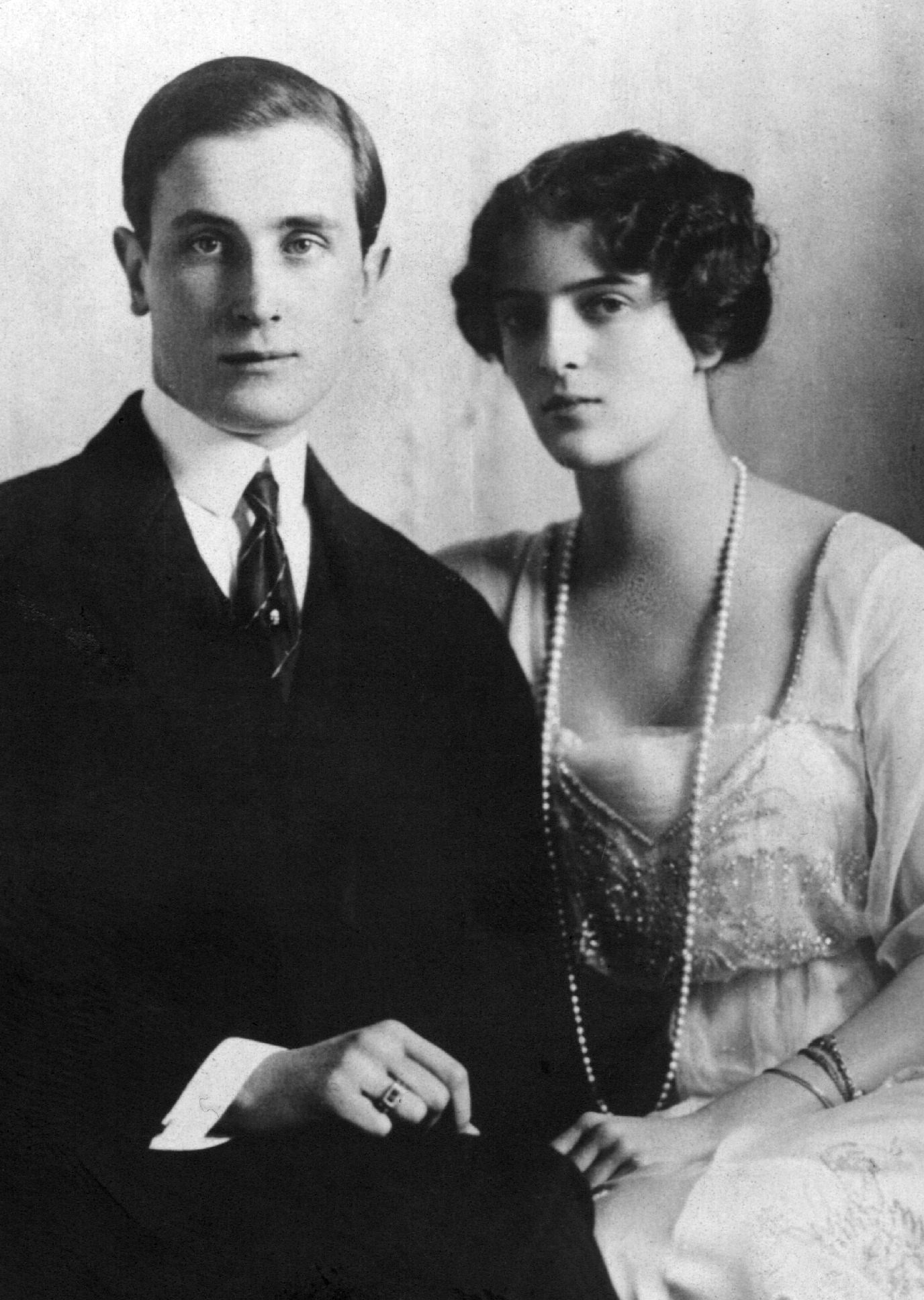
Ірина Олександрівна з чоловіком Феліксом Юсуповим

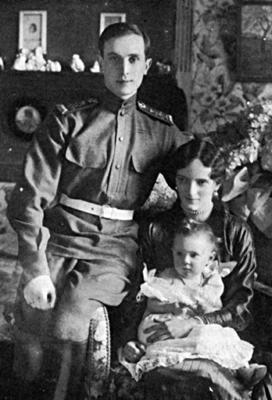
Ірина і Фелікс з дочкою «Bebe», 1916

У 1913 році Олександр Михайлович завів розмову з сім'єю Юсупових про весілля своєї доньки Ірини та їх сина Фелікса Феліксовича Юсупова, і вони погодилися. Її майбутній чоловік, князь Фелікс Юсупов, граф Сумароков-Ельстон, був одним з найбагатших людей того часу. Після загибелі в 1908 році старшого брата Миколи він став єдиним спадкоємцем родинного статку Юсупових. Фелікс був дуже суперечливою та епатажною людиною. Йому подобалося одягатися в жіночий одяг, кидаючи виклик суспільству, при цьому він був щиро релігійний і готовий допомогти іншим. Коли батьки Ірини і бабуся, вдовуюча імператриця Марія Федорівна, дізналися про ці чутки, то навіть хотіли скасувати весілля. Більшість з історій, які вони чули, були пов'язані з великим князем Дмитром Павловичем, родичем Ірини. Про Фелікса та Дмитра говорили як про коханців.
Вінчання відбулося в лютому 1914 року в церкві Аничкового палацу. Було організоване пишне весілля, на яке привітати молодих прибула імператорська родина і весь вищий світ Петербургу. В середині дня в парадній кареті до Аничкового палацу під'їхала наречена з батьками і братом князем Василем Олександровичем. З власного під'їзду княжна Ірина Олександрівна з батьками пройшла до червоної вітальні, де імператор Микола II і вдовуюча імператриця Марія Федорівна благословили молоду до вінця. Наречений князь Фелікс Феліксович Юсупов прибув на власний під'їзд палацу. Гості йшли до церкви з жовтої вітальні, через танцювальний зал та вітальні.
На весіллі Ірина була в простій сукні, замість традиційної придворної сукні, в якій інші наречені Романових брали шлюб, бо вона була не Великою Князівною, а Княжною Імператорської Крові — її батько був тільки онуком імператора Миколи Першого, і тому його діти, правнуки імператора, не отримували великокнязівського титулу. На церемонії Ірина носила тіару з алмазів та гірського кришталю, яка була отримана від фірми Картьє, і мереживну вуаль, що належала колись Марії-Антуанетті.
Члени імператорського роду, що брали шлюб з особами нецарської крові, були зобов'язані підписати зречення від прав на престол. Цьому правилу підкорилася й Ірина.
У подружжя була одна дочка Ірина Феліксівна Юсупова, народжена в Петрограді 21 березня 1915 року.
У 1916 році разом з Володимиром Пуришкевичем та своїм приятелем великим князем Дмитром Павловичем Фелікс став співучасником вбивства Григорія Распутіна, після чого йому та Ірині довелося переїхати в маєток батька у Рокитному в Курській губернії.

### В еміграції
У 1919 році Ірина, в числі інших Романових, які перебували в той час у Криму, була вивезена до Великої Британії на спеціально надісланому для цієї мети британському лінкорі «Мальборо». Згодом переїхала до Франції. Ірина і Фелікс влаштувалися і до кінця життя жили в Парижі.
У 1934 році Юсупови виграли судовий процес з компанією MGM і відсудили певну суму грошей. Причиною став фільм «Распутін та імператриця», в якому Ірині (у фільмі «принцеса Наташа» — єдина племінниця царя) приписували сексуальний зв'язок з Распутіним. Подружжя прожило разом понад 50 років у щасливому шлюбі.
Померла через 3 роки після смерті чоловіка, 26 лютого 1970 року у віці 74 років. Її поховали в могилі матері Фелікса — Зінаїди Юсупової на кладовищі Сент-Женев'єв-де-Буа, бо грошей на ще одне місце на кладовищі не знайшлося.

### Нащадки
Мала єдину дочку — Ірину.

## Нагороди
За царювання імператора Миколи II була пожалувана великим хрестом ордена Святої Катерини.